# Diaporthe alleghaniensis
Diaporthe alleghaniensis är en svampart som beskrevs av R.H. Arnold 1967. Diaporthe alleghaniensis ingår i släktet Diaporthe och familjen Diaporthaceae.   Inga underarter finns listade i Catalogue of Life.